# 229 (число)
229 (Дві́сті два́дцять де́в'ять) — натуральне число між 228 та 230.
- 229 день в році — 17 серпня (у високосний рік 16 серпня).

## У математиці
- 50-те просте число, що утворює пару з числом 227.

## В інших галузях
- 229 рік, 229 до н. е.
- В Юнікоді 00E5  16  — код для символу «a» (Latin Small Letter A With Ring Above).
- NGC 229 — галактика в сузір'ї Андромеда.
- 229 Аделінда — астероїд, що був відкритий Йоганном Палізою 22 серпня 1882 року.
- Horten Ho 229 — перший у світі бомбардувальник, на якому були випробувані деякі елементи «технології Стелс».